# Rathaus (Cieszyn)
Das Alte Rathaus ist das Rathaus der Stadt Cieszyn (Teschen) in Polen.

## Geschichte
Das erste Rathaus war ein Holzbau als Beratungshaus für Rat und Bürgermeister auf dem Ring. Dieses wurde 1496 auf Anordnung von Herzog Kasimir abgetragen. Für den Neubau verkaufte der Herzog der Stadt zwei seiner Häuser, wodurch der Standort gegeben wurde. Der Steinbau im Stil der Renaissance  mit Holzturm als Hoheitszeichen wurde zügig errichtet und 1661 renoviert, wobei der Maler Christoph Palm die Fassade mit einer Darstellung von Maria und dem Heiligen Wenzel gestaltete. Über den Fenstern wurden allegorische Darstellungen von Glauben, Hoffnung Gerechtigkeit, Weisheit aufgemalt. 
Im Jahr 1670 wurde ein neuer steinerner Ratsturm errichtet. Nach einem Brand Mitte der 1780er Jahre wurde ein Neubau mit Turm 1788 vollendet, jedoch beim Stadtbrand im folgenden Jahr zerstört. Die Fassade des Neubaus von 1800 wurde von Ignac Chambrez ausgemalt.

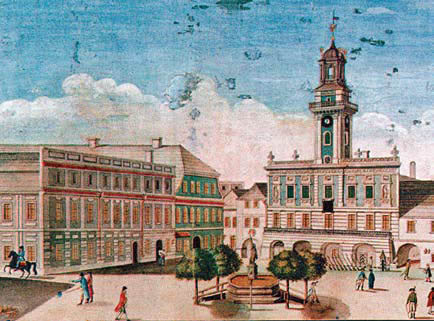
Um 1800
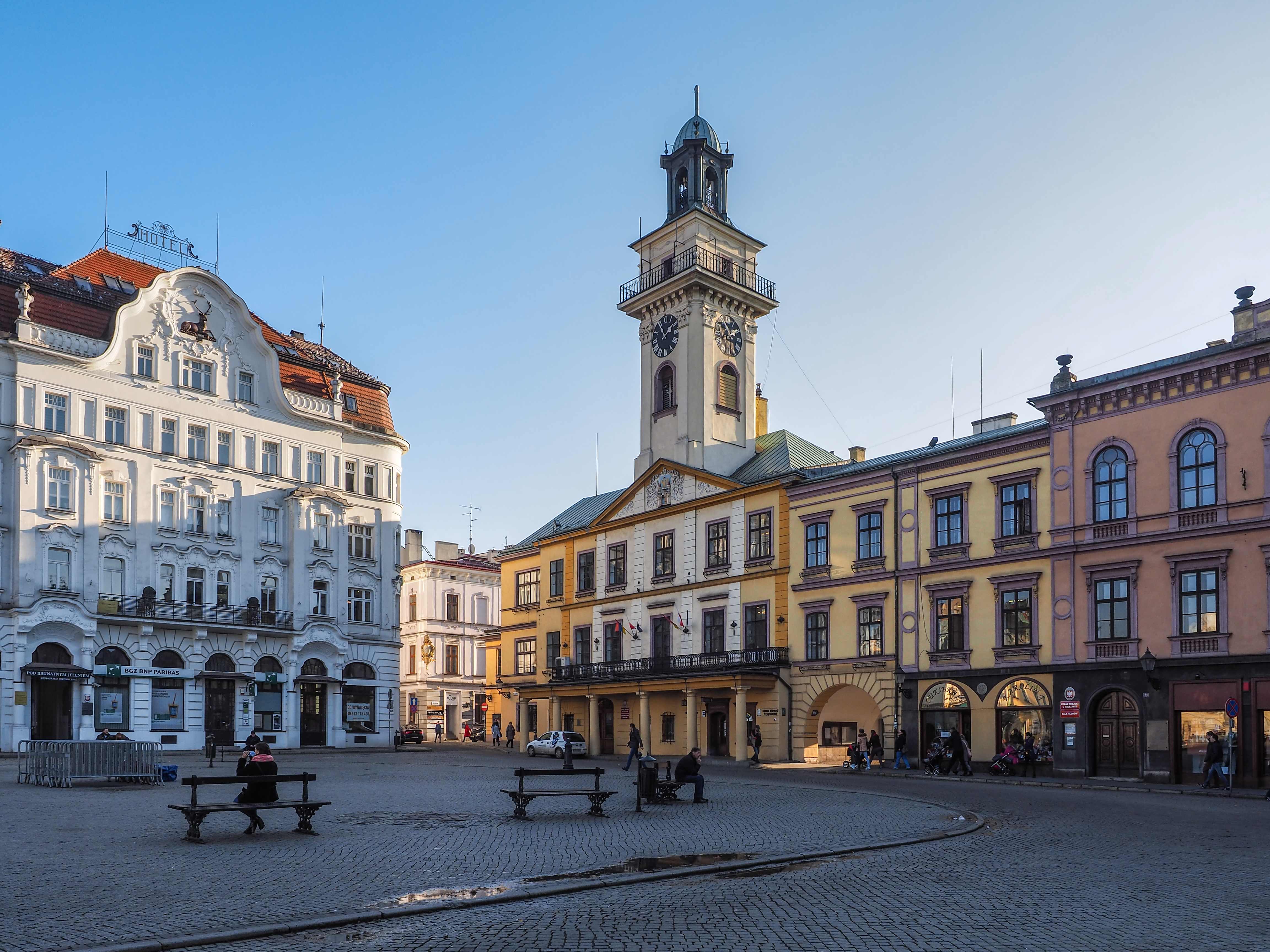
Blick vom Marktplatz
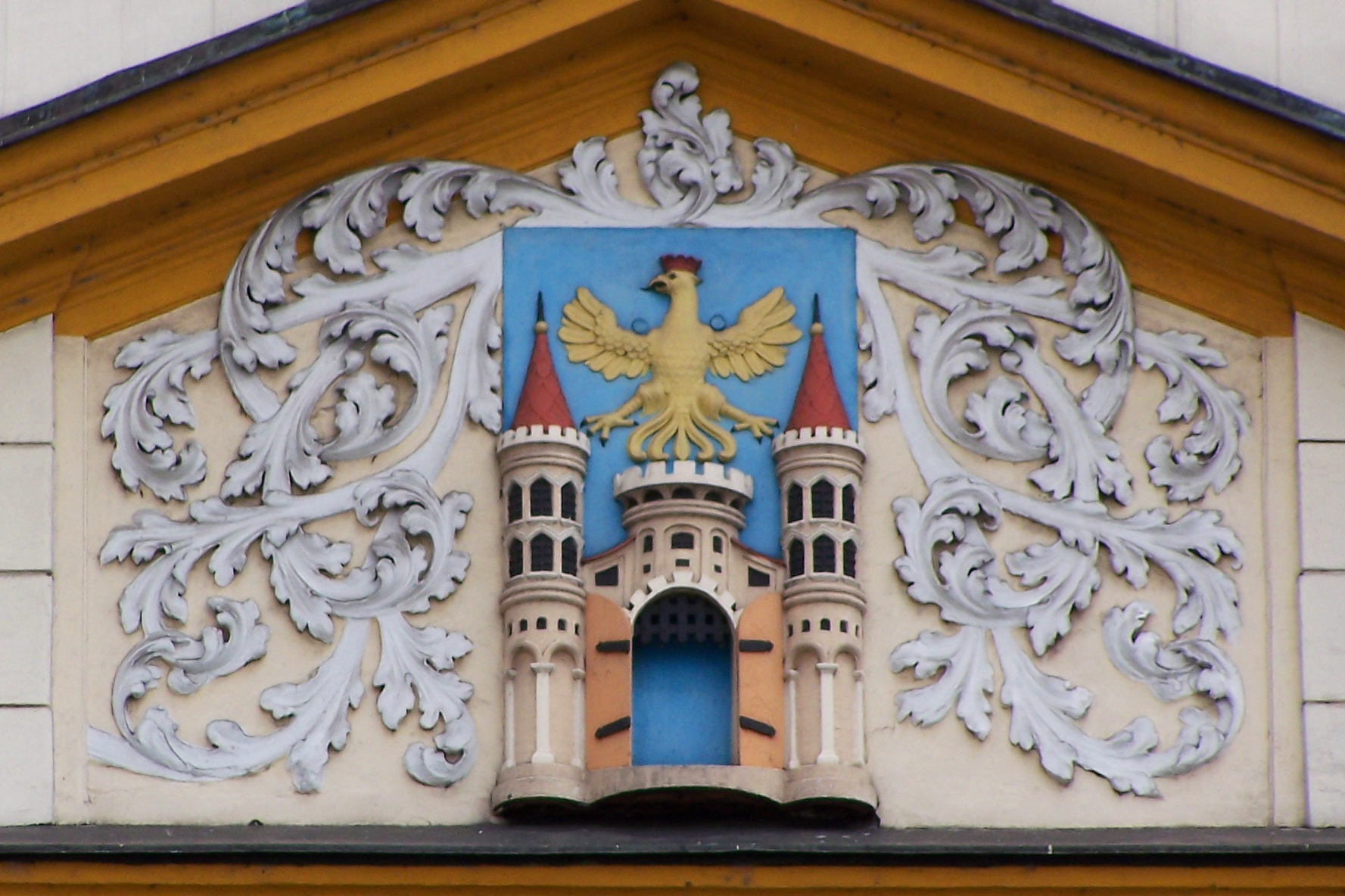
Stadtwappen